# Translandia
Translandia — грузо-пассажирский паром, построенный в 1976 г. на верфи J.J. Sietas Werft, Гамбург  в Германии по заказу компании Poseidon Schiffahrts OHG из Любека. Использовался компанией Eckerö Line на линии Таллин—Хельсинки с 18 мая 2004 года по 30 декабря 2012 года в дополнение к парому Nordlandia. В 2013 году был продан компании Salem Al Makrani Cargo Co и задействован на Ближнем Востоке до своей утилизации в Аланге в 2014 году.

## История судна
Судно под заводским номером 792 было спущено на воду 27 августа 1976 г. и передано под именем Transgermania 30 октября 1976 г. в Poseidon Schiffahrts oHG Любек (Германия). Первый рейс из Любека в Финляндию состоялся 4 ноября 1976 г., где оно посетило порты Хельсинки, Котка, Турку и Раума.
- В 1993 г. было перерегистрировано на Кипре под именем Rosebay
- В 1995 г. переименовано в Eurostar
- В 1997 г. переименовано в Eurocruiser
- В 1998 г. переименовано снова в Rosebay
- В 2001 г. переименовано в Transparaden
- С 2004 г. носит настоящее имя Translandia

С 6 декабря 2003 г. осуществляло паромное сообщение на линии Киль – Санкт-Петербург и уже через 2 месяца 2 февраля 2004 г. было продано в финскую компанию Eckerö Line, где ему в мае 2004 г. было присвоено его нынешнее имя Translandia. С 18 мая 2004 г. судно работает на линии Хельсинки-Таллин, помогая более крупному парому Eckerö Line - Nordlandia.
1 сентября 2005 г. судно врезалось в Таллинский причал, после чего некоторое время было в ремонте.

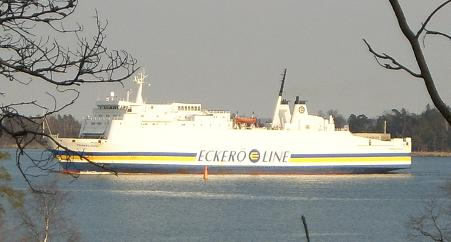
Translandia в 2007 году